# Damir Bajs
Damir Bajs (Pakrac, 7. listopada 1964.), hrvatski je političar i pravnik, bivši zastupnik Fokusa u Hrvatskom saboru.

## Životopis
Damir Bajs rođen je u Pakracu 1964. godine. Diplomirao je 1991. godine na Pravnom fakultetu u Zagrebu. Sudionik je Domovinskog rata od prosinca 1991. godine do lipnja 1992. godine u sastavu 105. brigade HV.
Obnašao je dužnost župana Bjelovarsko-bilogorske županije od 2000. do 2008. godine te od 2013. do 2021. godine.
Bio je ministar turizma u desetoj i jedanaestoj Vladi Republike Hrvatske, iz kvote HSS-a.
Tijekom 1980-ih godina okušao se i kao pisac znanstvene fantastike, te je objavio šest priča u tada popularnom časopisu Sirius.
Živi sa obitelji u Bjelovaru. 